# Atelopus reticulatus
Espèce
Statut de conservation UICN

 DD  : Données insuffisantes
Atelopus reticulatus est une espèce d'amphibiens de la famille des Bufonidae.

## Répartition
Cette espèce est endémique du Sud de la province de Padre Abad dans la région d'Ucayali au Pérou. Elle se rencontre à environ 1 600 m d'altitude sur le versant Est de la Cordillère Azul.

## Publication originale
- Lötters, Haas, Schick & Böhme, 2002 : On the systematics of the harlequin frogs (Amphibia: Bufonidae: Atelopus) from Amazonia. I: Description of a new species from the Cordillera Azul, Peru. Salamandra, vol. 38, no 2, p. 95-104.